# 클레어쥐여우원숭이
클레어쥐여우원숭이(Microcebus mamiratra)는 쥐여우원숭이속(Microcebus)에 속하는 여우원숭이의 일종으로 비교적 최근에 발견된 종이다. 마다가스카르의 안트시라나나 주에 있는 노지베섬과 로코베 보호 구역을 포함하는 마네호카 마을 근처의 육지에서 산다. 학명 mamiratra는 말라가시어에서 유래했으며, 그 의미는 "뚜렷하고 밝다"는 뜻이다. 속칭은 마다가스카르의 유전학 연구를 지원하는 "시어도어 F.와 클레어 M. 허바드 가족 재단"의 이름을 따서 지었다. 이 종은 삼비라노쥐여우원숭이(Microcebus sambiranensis) 그리고 북부적갈색쥐여우원숭이(Microcebus tavaratra)와 관련이 있는, 또 다른 새로운 종, "M. species nova # 5"와 밀접한 관련이 있다.
이 여우원숭이의 몸무게는 60 g으로 이는 쥐여우원숭이속 종들의 평균치 정도이다. 상체의 털은 붉은 갈색을 띠며, 등 가운데는 어두운 색을 띤다. 꼬리 또한 붉은 갈색이지만, 배 아래쪽은 희거나 크림색을 띤다. 전체 몸 길이는 꼬리 길이 15~17 cm를 포함하여, 26~28 cm이다.
클레어쥐여우원숭이의 종 지위는 최근의 쥐여우원숭이에 대한 광범위한 핵 DNA와 유전자 계통수 연구에 의해 위협받고 있다. 연구 결과에 의하면, 클레어쥐여우원숭이의 미토콘드리아 DNA는 삼비라노쥐여우원숭이와 다르지만, 핵 DNA는 그렇지 않다. 이것은 암컷의 유소성 경향 때문이다. 암컷은 자신들이 태어난 지역에 가까이 머물기 때문에, 모계 유전되는 미토콘드리아 DNA는 일종의 작은 지역 내에서 비슷한 경향이 있는 반면에, 어떤 종 내의 핵 DNA는 더 넓은 지역에서 비슷한 경향이 있다. 이 연구에 의하면, 클레어쥐여우원숭이가 바로 이와 같은 경우이다. 이 때문에 클레어쥐여우원숭이는 더 이상 별도의 종으로 인정되지 않는다고 간주되었다.